# Trap bar

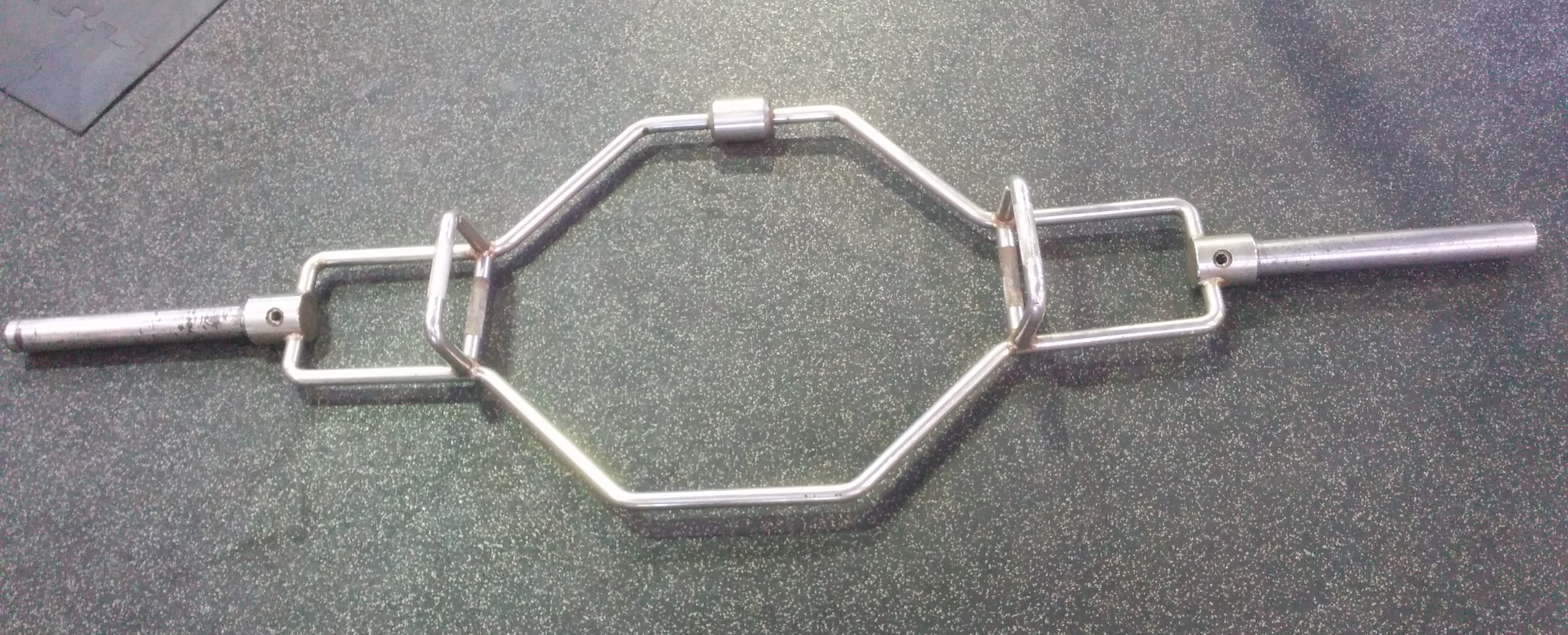
Una trap bar, spesso utilizzata per gli stacchi e le scrollate, può essere utilizzata anche per gli squat jump. La barra può essere capovolta per avere la possibilità di scegliere tra due diverse altezze di presa con cui iniziare il sollevamento..

La trap bar è uno strumento usato nel sollevamento pesi.
La trapbar fu inventata, brevettata e registrata da Al Gerard, un powerlifter professionista. Il suo nome è dovuto ai muscoli maggiormente interessati, cioè (le fibre superiori dei) i trapezi.
Le parti laterali della trapbar vengono utilizzate per aggiungere pesi mentre le maniglie sono utilizzare per tenere lo strumento durante l'esercizio.
Ci sono molti esercizi che è possibile eseguire con questo strumento tra cui gli stacchi (trapbar deadlift), squat con salti (trapbar jumps) e spinte.
Molte varianti sono prodotte da diversi venditori.